# Associazione Calcistica Perugia Calcio
 (janvier 2021).
Si vous disposez d'ouvrages ou d'articles de référence ou si vous connaissez des sites web de qualité traitant du thème abordé ici, merci de compléter l'article en donnant les références utiles à sa vérifiabilité et en les liant à la section « Notes et références ».
Maillots
Actualités
L’Associazione Calcistica Perugia Calcio est un club italien de football basé à Pérouse. Le club présidé par Massimiliano Santopadre évolue en 2025-2026 en Serie C (D3). En 2010, le club, alors en troisième division, doit repartir en Serie D (cinquième division) après avoir fait faillite.
Son emblème est le griffon.

## Histoire
| \| Pérouse \| Emplacement de Pérouse, en Italie. |
| Pérouse                                          |

Il a été créé le 9 juin 1905 sous le nom de Associazione Calcio Perugia.
Entre 1937 et 1975, le club joue ses matchs à domicile au Stade Santa Giuliana de 15 000 places, avant de déménager au Stade Pian di Massiano, plus grand.
Lors de la saison 1978-1979 de Série A, l'équipe termine le championnat à la deuxième place, en étant invaincu.
Ce club a formé nombre de joueurs actuels de la Série A (1re division italienne), par exemple : Gennaro Gattuso ou Fabrizio Ravanelli.
La politique du club est de recruter des joueurs en provenance de nations footballistiques non conventionnelles, par exemple : Hidetoshi Nakata (Japon), Ahn Jung-Hwan (Corée du Sud), Jaouad El Yamiq (Maroc) ou encore Rahman Rezaei (Iran).
L'ancien président du Perugia, Luciano Gaucci (it), a même voulu faire signer pour son équipe masculine deux joueuses professionnelles de football féminin : Birgit Prinz et Hanna Ljungberg.
Englué dans des ennuis financiers qui empêche le club de remonter en Serie A malgré une belle saison en Serie B en 2004-2005, le club change de nom le 12 août 2005 : Perugia Calcio.
Avec le retour au statut professionnel en 2011, le club reprend le nom Associazione Calcistica Perugia Calcio.

## Palmarès et résultats

### Palmarès
| Compétitions nationales | Compétitions régionales                                                     | Compétitions internationales                |
| - Serie A (D1) : - Vice-champion (1) : 1979. - Serie B (D2) : - Champion (1) : 1975. - Prima Divisione (D3) : - Vice-champion (1) : 1932. - Seconda Divisione (D3) : - Vice-champion (1) : 1923, 1924 et 1925. - Serie C (D3) : - Champion (2) : 1946 et 1967. - Serie C1 (D3) : - Champion (1) : 1994. - Lega Pro Prima Divisione (D3) : - Champion (1) : 2014. - Vice-champion (1) : 2013. - IV Serie (D4) : - Vice-champion (1) : 1954. - Serie C2 (D4) : - Champion (1) : 1988. - Lega Pro Seconda Divisione (D4) : - Champion (1) : 2012. - Serie D (D5) : - Champion (1) : 2011. - Coppa Italia Serie C : - Finaliste (1) : 1994. - Coppa Italia Serie D : - Vainqueur (1) : 2011. | - Terza Divisione (D5) : - Champion (1) : 1930. - Vice-champion (1) : 1929. | - Coupe Intertoto : - Vainqueur (1) : 2003. |

### Records individuels
|   | Nom              | Matchs | Dates                |
| - | ---------------- | ------ | -------------------- |
| 1 | Dante Fortini    | 360    | 1956-1966            |
| 2 | Pierluigi Frosio | 323    | 1974-1984            |
| 3 | Michele Nappi    | 246    | 1974-1982, 1984-1985 |
| 4 | Oriano Nenci     | 191    | 1960-1967            |
| 5 | Elio Vanara      | 188    | 1968-1974            |

|   | Nom                  | Buts | Dates                |
| - | -------------------- | ---- | -------------------- |
| 1 | Armando Serlupini    | 72   | 1953-1956, 1958-1960 |
| 2 | Giovanni Cornacchini | 60   | 1992-1995            |
| 3 | Fabrizio Ravanelli   | 50   | 1986-1989, 2004-2005 |
| 4 | Fabio Mazzeo         | 43   | 2006-2006, 2013-2014 |
| 5 | Alberto Galassi      | 41   | 1940-1942, 1945-1946 |

## Identité du club

### Changements de nom
- 1905-1921 : Associazione Calcio Perugia
- 1921-1929 : Società Sportiva Perugia
- 1929-2005 : Associazione Calcio Perugia
- 2005-2010 : Perugia Calcio
- 2010-2011 : Associazione Sportiva Dilettantistica Perugia Calcio
- 2011- : Associazione Calcistica Perugia Calcio

### Hymne
L'hymne officiel de l'équipe est Alè Perugia. Dans les années 1970, la formation rouge et blanche avait connu d'autres chansons, dont La danza dei grifoni (La danse de griffons) de Lilly et Riky, mis en musique par l'Orchestra e Coro Unione Musicisti en 1974, et Forza Perugia !!! de Giancarlo Guardabassi (1975), lancé à l'occasion de la première promotion en Serie A. En outre, au cours de sa seule saison à Pérouse, le joueur Paolo Rossi a enregistré le single Domenica, alle tre (Dimanche, à trois heures), sorti en 1989.

## Joueurs et personnalités du club

### Présidents
Le tableau suivant présente la liste des présidents du club depuis 1905.
| Rang | Nom                   | Période   |
| ---- | --------------------- | --------- |
| 1    | Romeo Gallenga Stuart | 1905-1912 |
| 2    | Vittorio Texeira      | 1912-1921 |
| 3    | Giuseppe Taticchi     | 1921-1922 |
| 4    | Iberio Rossi Scotti   | 1922-1944 |
| 5    | Giorgio Bottelli      | 1944-1945 |
| 6    | Giacobbe Preziotti    | 1945-1946 |
| 7    | Francesco Drommi      | 1946-1952 |
| 8    | Ugo Lupattelli        | 1952-1953 |
| 9    | Gaetano Salvi         | 1953-1962 |
| 10   | Orlando Baldoni       | 1962-1966 |
| 11   | Lino Spagnoli         | 1966-1970 |
| 12   | Adriano Spinelli      | 1970-1971 |

| Rang | Nom                 | Période   |
| ---- | ------------------- | --------- |
| 13   | Lino Spagnoli       | 1971-1972 |
| 14   | Spartaco Ghini      | 1972-1973 |
| 15   | Dino Fanini         | 1973-1974 |
| 16   | Franco D'Attoma     | 1974-1983 |
| 17   | Spartaco Ghini      | 1983-1986 |
| 18   | Salvatore Gadeleta  | 1986-1987 |
| 19   | Dino Fanini         | 1987-1988 |
| 20   | Luciano Ghirga      | 1988-1989 |
| 21   | Giancarlo Tinarelli | 1989-1991 |
| 22   | Franco D'Attoma     | 1991      |
| 23   | Elvio Temperini     | 1991      |
| 24   | Luciano Gaucci      | 1991-1993 |

| Rang | Nom                     | Période   |
| ---- | ----------------------- | --------- |
| 25   | Silvio Alfredo Salerni  | 1993-1996 |
| 26   | Luciano Gaucci          | 1996-2004 |
| 27   | Alessandro Gaucci       | 2004-2005 |
| 28   | Vincenzo Silvestrini    | 2005-2007 |
| 29   | Pierangelo Silvestrini  | 2007-2008 |
| 30   | Enzo Di Marzo           | 2008      |
| 31   | Leonardo Covarelli      | 2008-2010 |
| 32   | Roberto Damaschi        | 2010-2012 |
| 33   | Poste vacant            | 2012-2014 |
| 34   | Massimiliano Santopadre | 2014-2024 |
| 35   | Javier Faroni           | 2024-     |

### Entraîneurs
- Albertino Bigon
- Vujadin Boskov
- Ilario Castagner
- Serse Cosmi
- Giovanni Galeone
- Carlo Mazzone
- Walter Novellino
- Andrea Camplone (depuis novembre 2012)[2]

### Joueurs emblématiques
- Ahn Jung-hwan
- Dmitri Alenichev
- Jamal Alioui
- Jaouad El Yamiq
- Massimiliano Allegri
- Nicola Amoruso
- Ibrahim Ba
- Davide Baiocco
- Roberto Baronio
- Manuele Blasi
- Luca Bucci
- Paul Codrea
- Ferdinand Coly
- Óscar Córdoba
- Müller
- Renato Curi
- Traïanós Déllas
- Eusebio Di Francesco
- Angelo Di Livio
- Marco Ferrante
- Gennaro Gattuso
- Federico Giunti
- Fabio Grosso
- Dario Hübner
- Zeljko Kalac
- Ivan Kaviedes
- Michel Kreek
- Fabio Liverani
- Cristiano Lucarelli
- Marco Materazzi
- Giuseppe Mascara
- Gianfranco Matteoli
- Alessandro Melli
- Fabrizio Miccoli
- Zlatan Muslimović
- Hidetoshi Nakata
- Dimitris Nalitzis
- Marco Negri
- Walter Novellino
- Fabián O'Neill
- Christian Obodo
- Milan Rapaić
- Fabrizio Ravanelli
- Paolo Rossi
- Sebastiano Rossi
- Rahman Rezaei
- Paulo Da Silva
- Dejan Stefanović
- Marco Storari
- Héctor Tapia
- Zísis Vrýzas
- Marcelo Zalayeta
- Zé Maria

## Tifosi
Les tifosi les plus connus de Pérouse sont ceux qui siègent dans la Curva Nord, l'Armata Rossa (en français : « Armée Rouge »). Il s'agit d'un groupe communiste arborant Che Guevara comme emblème, un des rares groupes de supporters italiens arborant toujours cette idéologie avec entre autres ceux de l'US Livourne. En 2013, ils ont également réalisé une banderole "Ciao Madiba" pour rendre hommage à Nelson Mandela récemment décédé.
Il faut aussi mentionner les « Ingrifati » (en français : « les excités »). Les tifosi ont une mentalité anticléricale, due à la longue domination de l'Église de Rome sur la région.